# Kanton Le Sillon mosellan
Der Kanton Le Sillon mosellan (offizielle Schreibweise: Le Sillon Mosellan) ist seit 2015 ein französischer Wahlkreis im Arrondissement Metz, im Département Moselle und in der Region Grand Est (bis Ende 2015 Lothringen); sein Bureau centralisateur befindet sich in Maizières-lès-Metz.

## Geschichte
Der Kanton entstand bei der Neueinteilung der französischen Kantone im Jahr 2015. Seine Gemeinden kommen aus den ehemaligen Kantonen Maizières-lès-Metz (alle 5 Gemeinden) und Woippy (2 der 8 Gemeinden).

## Lage
Der Kanton liegt nördlich von Metz im Westen des Départements Moselle.

## Gemeinden
Der Kanton besteht aus sieben Gemeinden mit insgesamt 46.133 Einwohnern (Stand: 1. Januar 2022) auf einer Gesamtfläche von 50,35 km²:
| Gemeinde                  | Mundart Patois               | Deutsch      | Einwohner (2022) | Fläche (km²) | Code postal | Code Insee |
| ------------------------- | ---------------------------- | ------------ | ---------------- | ------------ | ----------- | ---------- |
| Hagondange                | Hoendéngen                   | Hagendingen  | 9.300            | 5,5          | 57300       | 57283      |
| Hauconcourt               | Harlendrëf                   | Halkenhofen  | 589              | 7,9          | 57280       | 57303      |
| La Maxe                   | –                            | Masch        | 1.058            | 7,55         | 57140       | 57452      |
| Maizières-lès-Metz        | Welschmaacher Mahires/Majire | Macheren     | 11.725           | 8,82         | 57280       | 57433      |
| Semécourt                 | S'méco                       | Sigmarshofen | 1.023            | 2,3          | 57280       | 57645      |
| Talange                   | Taléngen/Taléng              | Talingen     | 8.044            | 3,7          | 57525       | 57663      |
| Woippy                    | Weppech                      | Wappingen    | 14.394           | 14,58        | 57140       | 57751      |
| Kanton Le Sillon mosellan |                              |              | 46.133           | 50,35        | -           | -          |

## Politik
Im 1. Wahlgang am 22. März 2015 erreichte keines der vier Kandidatenpaare die absolute Mehrheit. Bei der Stichwahl am 29. März 2015 gewann das Gespann Julien Freyburger/Valérie Romilly (beide UMP) gegen Claude Boulange/Laurence Burg (beide FN) mit einem Stimmenanteil von 64,89 % (Wahlbeteiligung:41,25 %).
| Vertreter im conseil général des Départements | Vertreter im conseil général des Départements | Vertreter im conseil général des Départements |
| Amtszeit                                      | Name                                          | Partei                                        |
| --------------------------------------------- | --------------------------------------------- | --------------------------------------------- |
| 2015–                                         | Julien Freyburger Valérie Romilly             | UMP                                           |